# Robin Day
Sir Robin Day (Hampstead Garden Suburb, Londres, 24 d'octubre de 1923 - Wellington Hospital, 6 d'agost de 2000) va ser un periodista polític i locutor de televisió i ràdio anglès.
Dick Taverne, al seu obituari a The Guardian, va declarar que era "el periodista de televisió més destacat de la seva generació. Va transformar l'entrevista televisiva, va canviar la relació entre els polítics i la televisió i es va esforçar per afirmar l'equilibri i la racionalitat del mitjà en el tractament de l'actualitat."

## Primers anys
Va néixer a Hampstead Garden Suburb, el petit dels quatre fills d'un enginyer de telèfons que arribà a gerent administratiu del GPO. Va fer els primers estudis a Brentwood School de 1934 a 1938, després va anar un temps a Crypt School, Gloucester, i finalment a Bembridge School a l'illa de Wight.
Durant la Segona Guerra Mundial va rebre una comissió a l'Artilleria Reial de l'Exèrcit britànic, amb la qual va servir des de 1943, desplegant-se a l'est d'Àfrica i, per tant, va veure poques accions. Va ser llicenciat de l'exèrcit britànic el 1947 amb el rang de tinent i va anar a St Edmund Hall, Oxford per estudiar dret. Durant la seva estada a la Universitat d'Oxford, va ser elegit president de la societat de debat d'Oxford Union i també va participar en una gira de debat pels Estats Units d'Amèrica, dirigida per l'English-Speaking Union.
Fou cridat a la barra a Middle Temple en 1952, però va exercir d'advocat molt poc temps.

## Carrera periodística
Day va passar gairebé tota la seva vida laboral en periodisme. Va destacar a la nova Independent Television News (ITN) des de 1955. Segons Dick Taverne, Day va destacar el primer dia entrevistant Sir Kenneth Clark, el cap de la Independent Television Authority. La ITA havia proposat retallar les hores i les finances d'ITN d'emissió. El seu enfocament directe, no deferent, era aleshores nou. Day va ser el primer periodista britànic en entrevistar el Rais d'Egipte Gamal Abdel Nasser després de la crisi de Suez.
En 1958 va entrevistar al Prime Ministre Harold Macmillan, en el que el Daily Express va considerar: "l'examen creuat més vigorós a que ha estat sotmès un primer ministre en públic". L'entrevista va convertir Day en una personalitat televisiva i probablement va ser la primera vegada que la televisió britànica es va convertir en una part seriosa del procés polític. Va estar durant quatre anys a la plantilla d'ITN, i renuncià per presentar-se a les eleccions generals del 1959 com a candidat del Partit Liberal per Hereford però no fou elegit. Després d'un breu període al News Chronicle, va anar a la BBC.
Va participar habitualment a tots els programes nocturns de les eleccions generals de la BBC des dels anys 1960 fins al 1987. A la televisió, va presentar Panorama i Question Time (1979–89). El seu estil d'entrevista incisiu i, de vegades, segons els estàndards d'aleshores, abrasiu, juntament amb els seus espectacles i el seu característic corbatí el van convertir en una figura instantàniament recognoscible i freqüentada durant cinc dècades.
A principis dels anys 70, Day va estar involucrat a la ràdio BBC, on va demostrar un innovador amb It's Your Line (1970–76). Es tractava d'un programa nacional telefònic que permetia a la gent normal, per primera vegada, fer preguntes directament al primer ministre i a altres polítics (més tard va generar Election Call). També va presentar The World at One, de 1979 a 1987. En els Honors d'Any Nou de 1981, va ser ennoblit pels seus serveis a la retransmissió.
Es va fer conegut a la radiodifusió britànica com el Gran Inquisidor pel seu estil abrasiu entrevistant a polítics, un estil que no mantenia l'habitual deferència dels mitjans britànics a l'autoritat en els primers dies de la seva carrera.
A l'octubre de 1982, durant una entrevista de Newsnight amb el conservador secretari d'Estat de Defensa conservador John Nott, amb l'objectiu de retallar la despesa en defensa, en particular de la Royal Navy, va plantejar-se la pregunta: "Per què el públic t'hauria de creure sobre aquest tema, un transitori, aquí avui, i si puc dir-ho, demà deixarà la política per no ser més que un alt funcionari amb experiència en molts anys?" Nott, que havia anunciat que es retirava a les properes eleccions generals, es va treure el micròfon i va marxar del plató. L'autobiografia de Nott el 2003 fou titulada Here Today Gone Tomorrow: Recollections of an Errant Politician.
Després de deixar Question Time, va anar al nou servei per satèl·lit BSB on va presentar el programa setmanal de discussió política Now Sir Robin. Quan BSB es va unir a Sky Television, el programa es va continuar emetent a Sky News durant un temps. A la nit de les eleccions al Parlament del Regne Unit de 1992 Day va reprendre el seu paper d'entrevistador, aquesta vegada en la cobertura nocturna de les eleccions generals d'ITN, emesa a ITV.
A mitjans dels anys 90, va contribuir regularment al programa polític del migdia del Channel Four Around the House i també va presentar Central Lobby per Central, la franquícia d'ITV als Midlands. El programa de vegades es va emetre al mateix temps que el seu antic programa, Question Time que estava sent emès per la BBC.
Durant 25 anys va fer una campanya incansable i, amb èxit, per la televisió del parlament, no en interès de la televisió, sinó del parlament. Va afirmar que era el primer a presentar els arguments detallats a favor, en un document de la Hansard Society el 1963.
Monty Python's Flying Circus sovint es referia a Day, per exemple al sketch 'Eddie Baby', en el qual John Cleese es gira cap a la càmera i diu Robin Day té un eriçó anomenat Frank. En un altre sketch, Eric Idle va dir que era capaç de tornar la seva "corbata Robin Day" a Harrods. També era esporàdic (com a "Robin Yad") a l'episodi de The Goodies' "Saturday Night Grease". Day apareixia com a ell mateix en un lliurament de l'espectacle Morecambe & Wise, en el qual interpretava Ernie Wise en personarge. Aleshores Eric Morecambe, que feia de presentador de televisió, va dir, "Lamentablement, hem arribat al final de la "Discussió amistosa amb Robin Day" d'avui".
També va ser freqüentat pel programa satíric de televisió Spitting Image. En aquesta, se'l mostrà freqüentment entrevistat per la llavors primera ministra Margaret Thatcher que sempre donava respostes una mica alienes a la pregunta. Les dificultats de respiració que el van afectar després als darrers anys foren representats: "El meu nom és Robin (respiració profunda) Day".
Les dues autobiografies de Day van ser titulades Day by Day (1975) i Grand Inquisitor (1989).

## Mort
Day va morir per complicacions cardíaques amb 76 anys, el vespre del 6 d'agost del 2000 al Wellington Hospital de Londres. Es va celebrar un servei funerari a la capella del Crematori Mortlake, on es va cremar el cos. Les seves cendres van ser enterrades en una tomba prop de la porta sud de l'Església de St Candida and Holy Cross, a Whitchurch Canonicorum al comtat de Dorset. a pedra memorial de la tomba porta les paraules: "In loving memory of Sir Robin Day - The Grand Inquisitor".

## Vida personal
En 1965 Day es va casar amb l'advocata australiana Katherine Ainslie a St Anne's College, Oxford; van tenir dos fills. El matrimoni es va dissoldre el 1986. Una de les tragèdies de la seva vida va ser que el seu fill gran mai es va recuperar completament dels efectes de múltiples fractures al crani que va patir en una caiguda infantil.
A la dècada de 1980, Day tenia un bypass coronari, i patia problemes respiratoris que sovint eren evidents quan estava en antena. Sempre havia lluitat contra la tendència al sobrepes. Quan era estudiant pesava 108 kilos, i va afirmar que, en el transcurs de la seva vida, havia aconseguit perdre més pes que cap altra persona.

La locutora Joan Bakewell va recordar que, mentre que Day era professional quan era a l'oficina, tenia una visió aferrissadament dubtosa de la tendència creixent en la darrera meitat del segle XX a la televisió britànica a emprar dones per presentar notícies i actualitats, fonamentalment sobre la base del seu atractiu físic: "Socialment era una amenaça. No hi havia cap subtilesa en la seva manera: a les festes de l'oficina atacava de cap. "Els homes que entrevisteu us encanten? Es fixen en les cames? es fixen en els pits? Dormiu amb molts d'ells? ... Sempre que semblava a la vista, em feia empetitir".

## Publicacions
- Day by Day (1975) (autobiografia).
- The Media and Political Violence, de Richard Clutterbuck (1983). (va escriure el pròleg)
- The Grand Inquisitor (1989) (autobiografia).
- ... But with Respect (1993) (entrevistes).
- Speaking for Myself (1999) (discursos).